# East Palatka
East Palatka é uma Região censo-designada localizada no estado americano de Flórida, no Condado de Putnam.

## Demografia
Segundo o censo americano de 2000, a sua população era de 1707 habitantes.

## Geografia
De acordo com o United States Census Bureau tem uma área de
11,7 km², dos quais 8,3 km² cobertos por terra e 3,4 km² cobertos por água.

## Localidades na vizinhança
O diagrama seguinte representa as localidades num raio de 32 km ao redor de East Palatka.